# Kościół św. Stanisława Kostki w Barnisławiu
Kościół św. Stanisława Kostki – rzymskokatolicki kościół filialny, znajdujący się w Barnisławiu w gminie Kołbaskowo, w powiecie polickim (województwo zachodniopomorskie). Obiekt wpisany jest do rejestru zabytków.
Kościół został wzniesiony w XIV wieku. Murowany z obrobionej granitowej kostki, został zbudowany na planie prostokąta o wymiarach 16,8×8,4 m i nakryty dwuspadowym dachem. Budowla posiada od strony wschodniej gotycki szczyt z parą tryforyjnych blend. W ścianie zachodniej, nad ozdobionym trójskokowym ceglanym obramieniem wejściem, znajduje się ceglana rozeta. W drugiej połowie XIX w. świątynia została przebudowana; zamurowano wówczas ostrołukowe okno w elewacji wschodniej i wybito nowe okna z ceglanymi obramieniami. Przypuszczalnie w tym samym okresie wymieniono wewnątrz stropy i posadzkę, a także wstawiono zachodnią emporę i ławki.
Kościół przetrwał II wojnę światową bez zniszczeń i 14 listopada 1946 roku konsekrowano go jako świątynię katolicką pod wezwaniem św. Stanisława Kostki. Po 1945 roku wymalowano ściany w kościele i wstawiono witraże w oknach elewacji wschodniej.
Do kościoła przylega założony w średniowieczu cmentarz o powierzchni 0,2 ha. Cmentarz otoczony jest pochodzącym z drugiej połowy XV w. murem zbudowanym z kamieni polnych. W jego północnej części znajduje się późnogotycka furta z przejściem zamkniętym łukiem odcinkowym, nakrytym dachówką, po wschodniej stronie natomiast bramka wejściowa. 